# Wyższa Szkoła Muzyki i Teatru w Monachium
Wyższa Szkoła Muzyki i Teatru w Monachium (niem. Hochschule für Musik und Theater München) – niemiecka, publiczna uczelnia artystyczna z siedzibą w Monachium. 
Początki uczelni sięgają 1830 roku, kiedy to powstała Centralna Szkoła Śpiewu (Central-Singschule), w 1846 roku przekształcone w Konserwatorium Królewskie (Königliches Conservatorium für Musik). W 1865 roku Richard Wagner przedstawił królowi Ludwikowi II projekt utworzenia uczelni muzycznej, wykorzystującej Konserwatorium Królewskie. Projekt został uznany za zbyt kosztowny i Konserwatorium zostało zamknięte, a następnie zreorganizowane i ponownie otwarte w 1867 roku jako Królewska Bawarska Szkoła Muzyczna (Königliche Bayerische Musikschule). Jej pierwszym dyrektorem został Hans von Bülow, który prowadził ją w latach 1867-1869. Uczelnia przechodziła kolejne zmiany organizacyjne, w 1892 roku została przemianowana na Królewską Akademię Muzyczną (Königliche Akademie der Tonkunst), w 1924 roku na Państwowa Akademię Muzyczną (Staatliche Akademie der Tonkunst). Obecną nazwę uzyskała w 1998 roku. 

## Struktura organizacyjna
W skład uczelni wchodzą następujące jednostki organizacyjne: 
- Akademia Baletowa
- Akademia Uzdolnionej Młodzieży
- Zakład Muzyki Organowej
- Zakład Muzyki Ludowej
- Zakład Przedstawień Historycznych
- Zakład Pedagogiki Instrumentalnej i Wokalnej
- Instytut Zarządzania Kulturą
- Instytut Jazzu
- Instytut Edukacji Muzycznej